# Selenops wilmotorum
Selenops wilmotorum là một loài nhện trong họ Selenopidae.
Loài này phân bố ở Jamaica.
Loài này thuộc chi Selenops. Selenops wilmotorum được Sarah C. Crews miêu tả năm 2011.